# Sesamia melianoides
Sesamia melianoides är en fjärilsart som beskrevs av Rothschild 1916. Sesamia melianoides ingår i släktet Sesamia och familjen nattflyn. Inga underarter finns listade i Catalogue of Life.